# Diāna Marcinkēviča
 Diāna Marcinkēviča  é uma tenista letã que atingiu seu melhor ranking no WTA em simples/singulares no dia 28 de abril de 2014 sendo Nº196 e em duplas alcançou o seu melhor resultado como Nº146 no dia 26 de maio de 2014.

## Finais do ITF

### Simples/Singulares: 15 (7–8)
| Legenda           |
| ----------------- |
| $100,000 torneios |
| $80,000 torneios  |
| $60,000 torneios  |
| $25,000 torneios  |
| $15,000 torneios  |
| $10,000 torneios  |

| Finais pela superfície |
| ---------------------- |
| Duro (7–5)             |
| Terra Batida (0–2)     |
| Grama (0–0)            |
| Carpete (0–1)          |

| Resultado    | Número | Data                   | Torneio                 | Superfície   | Oponente            | Resultado (jogos)       |
| ------------ | ------ | ---------------------- | ----------------------- | ------------ | ------------------- | ----------------------- |
| Campeã       | 1.     | 10 de agosto de 2009   | Tallinn, Estónia        | Duro         | Anna Orlik          | 2–6, 7–5, 7–6(11–9)     |
| Vice-campeã  | 1.     | 25 de outubro de 2010  | Monastir, Tunísia       | Duro         | Jana Čepelová       | 2–6, 2–6                |
| Vice-campeãs | 2.     | 14 de março de 2011    | Fällanden, Suíça        | Carpete      | Myriam Casanova     | 3–6, 4–6                |
| Campeã       | 2.     | 2 de maio de 2011      | Petroupoli, Grécia      | Duro         | Despina Papamichail | 5–7, 7–5, 6–3           |
| Vice-campeã  | 3.     | 5 de março de 2012     | Dijon, França           | Duro         | Maryna Zanevska     | 4–6, 4–6                |
| Vice-campeã  | 4.     | 16 de julho de 2012    | Woking, Reino Unido     | Duro         | Sarah Gronert       | 2–6, 3–6                |
| Campeã       | 3.     | 22 de julho de 2013    | Wrexham, Reino Unido    | Hard         | Jovana Jakšić       | 5–7, 7–5, 6–2           |
| Vice-campeã  | 5.     | 26 de agosto de 2013   | Fleurus, Bélgica        | Terra Batida | Arantxa Rus         | 3–6, 2–6                |
| Campeã       | 4.     | 20 de outubro de 2014  | Ciudad Victoria, México | Duro         | Paula Badosa Gibert | 6–7(2–7), 6–3, 6–1      |
| Vice-campeã  | 6.     | 18 de abril de 2016    | Heraklion, Grécia       | Duro         | Nastassja Burnett   | 4–6, 6–7(4–7)           |
| Campeã       | 5.     | 25 de abril de 2016    | Heraklion, Grécia       | Duro         | Sara Cakarevic      | 6–1, 6–3                |
| Campeã       | 6.     | 5 de dezembro de 2016  | Solapur, Índia          | Duro         | Anastasia Gasanova  | 6–3, 7–6(7–4)           |
| Vice-campeã  | 7.     | 24 de setemrbo de 2017 | Saint-Malo, França      | Terra Batida | Polona Hercog       | 3–6, 3–6                |
| Campeã       | 7.     | 5 de novembro de 2018  | Wirral, Reino Unido     | Duro         | Arantxa Rus         | 7–6(7–2), 0–6, 7–6(7–4) |
| Vice-campeã  | 8.     | 22 de dezembro de 2018 | Navi Mumbai, Índia      | Duro         | Barbara Haas        | 6–0, 3–6, 5–7           |

### Duplas: 51 (25–26)
| Legenda                  |
| ------------------------ |
| $100,000 torneios        |
| $75,000/$80,000 torneios |
| $50,000/$60,000 torneios |
| $25,000 torneios         |
| $15,000 torneios         |
| $10,000 torneios         |

| Finais pela superfície |
| ---------------------- |
| Duro (11–10)           |
| Terra Batida (12–13)   |
| Grama (0–0)            |
| Carpete (2–3)          |

| Resultado    | Número | Data                    | Torneio                             | Superfície   | Companheira           | Oponentes                                     | Resultado (jogos)          |
| ------------ | ------ | ----------------------- | ----------------------------------- | ------------ | --------------------- | --------------------------------------------- | -------------------------- |
| Vice-campeãs | 1.     | 4 de agosto de 2008     | Savitaipale, Finlândia              | Terra Batida | Ekaterina Prozorova   | Hanne Skak Jensen Davinia Lobbinger           | 1–6, 3–6                   |
| Campeãs      | 1.     | 29 de setembro de 2008  | Mytilene, Grécia                    | Duro         | Renata Bakieva        | Eirini Georgatou Jade Hopper                  | 6–1, 6–3                   |
| Vice-campeãs | 2.     | 6 de julho de 2009      | Gaziantep, Turquia                  | Duro         | Yuliana Umanets       | Nigina Abduraimova Jade Hopper                | 3–6, 7–6(8–6), [11–13]     |
| Campeãs      | 2.     | 3 de agosto de 2009     | Savitaipale, Finlândia              | Terra Batida | Anna Orlik            | Malou Ejdesgaard Ester Masuri                 | 4–6, 6–2, [10–5]           |
| Campeãs      | 3.     | 10 de agosto de 2009    | Tallinn, Estónia                    | Duro         | Anna Orlik            | Jade Hopper Lisa Marshall                     | 6–1, 0–6, [10–7]           |
| Campeãs      | 4.     | 26 de julho de 2010     | Tampere, Finlândia                  | Terra Batida | Irina Kuzmina         | Amandine Hesse Monika Tůmová                  | 6–4, 6–2                   |
| Campeãs      | 5.     | 2 de agosto de 2010     | Savitaipale, Finlândia              | Terra Batida | Alexandra Artamonova  | Nina Munch-Søgaard Katariina Tuohimaa         | 6–2, 6–3                   |
| Campeãs      | 6.     | 6 de setembro de 2010   | Larissa, Grécia                     | Duro         | Alexandra Artamonova  | Claudia-Gianina Dumitrescu Diana Isaeva       | 6–1, 6–1                   |
| Vice-campeãs | 3.     | 2 de maio de 2011       | Petroupoli, Grécia                  | Duro         | Alexandra Artamonova  | Kim Grajdek Zuzana Linhová                    | 6–3, 3–6, [6–10]           |
| Campeãs      | 7.     | 16 de maio de 2011      | Rethymno, Grécia                    | Duro         | Alexandra Artamonova  | Anna Fitzpatrick Jade Windley                 | 6–2, 6–3                   |
| Campeãs      | 8.     | 30 de janeiro de 2012   | Sunderland, Reino Unido             | Duro         | Justyna Jegiołka      | Martina Caciotti Anastasia Grymalska          | 6–4, 2–6, [10–6]           |
| Campeãs      | 9.     | 27 de fevereiro de 2012 | Bron, França                        | Duro         | Despina Papamichail   | Justine Ozga Isabella Shinikova               | 7–5, 7–5                   |
| Campeãs      | 10.    | 5 de março de 2012      | Dijon, França                       | Duro         | Despina Papamichail   | Yana Sizikova Alison Van Uytvanck             | 7–5, 7–6(9–7)              |
| Campeãs      | 11.    | 21 de maio de 2012      | Brescia, Itália                     | Terra Batida | Corinna Dentoni       | Tereza Mrdeža Maša Zec Peškirič               | 6–2, 6–1                   |
| Vice-campeãs | 4.     | 20 de agosto de 2012    | Charleroi, Bélgica                  | Terra Batida | Ilona Kremen          | Séverine Beltrame Laura Thorpe                | 6–3, 4–6, [7–10]           |
| Campeãs      | 12.    | 24 de setembro de 2012  | Clermont-Ferrand, França            | Duro         | Bibiane Schoofs       | Samantha Murray Jade Windley                  | 6–3, 6–0                   |
| Vice-campeãs | 5.     | 8 de outubro de 2012    | Joué-lès-Tours, França              | Duro         | Justyna Jegiołka      | Séverine Beltrame Julie Coin                  | 5–7, 4–6                   |
| Campeãs      | 13.    | 15 de outubro de 2012   | Glasgow, Reino Unido                | Duro         | Justyna Jegiołka      | Nicole Clerico Anna Zaja                      | 6–2, 6–1                   |
| Vice-campeãs | 6.     | 29 de outubro de 012    | Barnstaple, Reino Unido             | Duro         | Aliaksandra Sasnovich | Akgul Amanmuradova Vesna Dolonc               | 3–6, 1–6                   |
| Campeãs      | 14.    | 22 de abril de 2013     | Chiasso, Suíça                      | Terra Batida | Aliaksandra Sasnovich | Nicole Clerico Giulia Gatto-Monticone         | 6–7(2–7), 6–4, [10–7]      |
| Vice-campeãs | 7.     | 27 de maio de 2013      | Grado, Itália                       | Terra Batida | Viktorija Golubic     | Yurika Sema Zhou Yimiao                       | 6–1, 5–7, [7–10]           |
| Vice-campeãs | 8.     | 17 de junho de 2013     | Lenzerheide, Suíça                  | Terra Batida | Veronika Kudermetova  | Belinda Bencic Kateřina Siniaková             | 0–6, 2–6                   |
| Vice-campeãs | 9.     | 12 de agosto de 2013    | Westende, Bélgica                   | Duro         | Antonia Lottner       | Tatiana Búa Daniela Seguel                    | 3–6, 7–5, [9–11]           |
| Campeãs      | 15.    | 26 de agosto de 2013    | Fleurus, Bélgica                    | Terra Batida | Irina Khromacheva     | Gabriela Cé Daniela Seguel                    | 6–4, 6–3                   |
| Vice-campeãs | 10.    | 4 de novembro de 2013   | Équeurdreville, França              | Duro         | Eva Wacanno           | Timea Bacsinszky Kristina Barrois             | 4–6, 3–6                   |
| Vice-campeãs | 11.    | 11 de novembro de 2013  | Zawada, Polónia                     | Carpete      | Justyna Jegiołka      | Nikola Fraňková Tereza Smitková               | 1–6, 6–2, [8–10]           |
| Vice-campeãs | 12.    | 9 de dezembro de 2013   | Navi Mumbai, Índia                  | Duro         | Oksana Kalashnikova   | Jocelyn Rae Anna Smith                        | 4–6, 6–7(5–7)              |
| Campeãs      | 16.    | 28 de abril de 2014     | Wiesbaden, Alemanha                 | Terra Batida | Viktorija Golubic     | Julia Glushko Mandy Minella                   | 6–4, 6–3                   |
| Vice-campeãs | 13.    | 1 de setembro de 2014   | Barnstaple, Reino Unido             | Duro         | Viktorija Golubic     | Alizé Lim Carina Witthöft                     | 2–6, 1–6                   |
| Vice-campeãs | 14.    | 6 de julho de 2015      | Turin, Itália                       | Terra Batida | Susanne Celik         | Xenia Knoll Alice Matteucci                   | 2–6, 5–7                   |
| Campeãs      | 17.    | 13 de julho de 2015     | Aschaffenburg, Alemanha             | Terra Batida | Alyona Sotnikova      | Alona Fomina Sofiya Kovalets                  | 3–6, 6–4, [10–5]           |
| Vice-campeãs | 15.    | 19 de outubro de 2015   | Florence, Estados Unidos da América | Duro         | Chiara Scholl         | Ema Burgić Bucko Keri Wong                    | 6–7(6–8), 1–6              |
| Vice-campeãs | 16.    | 21 de março de 2016     | Le Havre, França                    | Terra Batida | Georgina García Pérez | Bernarda Pera Sabrina Santamaria              | 2–6, 2–6                   |
| Campeãs      | 18.    | 19 de setembro de 016   | Saint-Malo, França                  | Terra Batida | Lina Gjorcheska       | Alexandra Cadanțu Jaqueline Cristian          | 3–6, 6–3, [10–8]           |
| Campeãs      | 19.    | 14 de novembro de 2016  | Zawada, Polónia                     | Carpete      | Justyna Jegiołka      | Ilona Kremen Vera Lapko                       | 6–4, 7–5                   |
| Campeãs      | 20.    | 27 de fevereiro de 2017 | Mâcon, França                       | Duro         | Ilona Kremen          | Alice Matteucci Camilla Rosatello             | 6–7(5–7), 7–6(7–1), [10–4] |
| Vice-campeãs | 17.    | 12 de março de 2017     | Amiens, França                      | Terra Batida | Ilona Kremen          | Camilla Rosatello Melanie Stokke              | 4–6, 1–6                   |
| Campeãs      | 21.    | 19 de março de 2017     | Gonesse, França                     | Terra Batida | Ilona Kremen          | Ganna Poznikhirenko Ekaterina Yashina         | 6–1, 6–4                   |
| Campeãs      | 22.    | 9 de abril de 2017      | Dijon, França                       | Duro         | Rebeka Masarova       | Victoria Muntean Anastasia Zarytska           | 6–4, 6–3                   |
| Vice-campeãs | 18.    | 6 de maio de 2017       | Wiesbaden, Alemanha                 | Terra Batida | Rebeka Masarova       | Vivian Heisen Storm Sanders                   | 5–7, 7–5, [8–10]           |
| Vice-campeãs | 19.    | 26 de maio de 2017      | Caserta, Itália                     | Terra Batida | Camilla Rosatello     | Deborah Chiesa Martina Colmegna               | 6–7(5–7), 4–6              |
| Vice-campeãs | 20.    | 27 de agosto de 2017    | Braunschweig, Alemanha              | Terra Batida | Anastasiya Komardina  | Cornelia Lister María Teresa Torró Flor       | 6–3, 6–7(5–7), [9–11]      |
| Campeãs      | 23.    | 10 de setembro de 2017  | Balatonboglár, Hungria              | Terra Batida | Irina Khromacheva     | Ágnes Bukta Vivien Juhászová                  | 6–4, 6–3                   |
| Campeãs      | 24.    | 24 de setembro de 2017  | Saint-Malo, França                  | Terra Batida | Daniela Seguel        | Irina Maria Bara Mihaela Buzarnescu           | 6–3, 6–3                   |
| Campeãs      | 25.    | 25 de fevereiro de 2018 | Altenkirchen, Alemanha              | Carpete      | Katarzyna Piter       | Valentini Grammatikopoulou Maryna Zanevska    | w/o                        |
| Vice-campeãs | 21.    | 2 de março de 2018      | Mâcon, França                       | Duro         | Manon Arcangioli      | Mathilde Armitano Elixane Lechemia            | 1–6, 6–3, [8–10]           |
| Vice-campeãs | 22.    | 16 de junho de 2018     | Essen, Alemanha                     | Terra Batida | Chanel Simmonds       | Katharina Gerlach Julia Wachaczyk             | 4–6, 6–2, [6–10]           |
| Vice-campeãs | 23.    | 24 de agosto de 2018    | Braunschweig, Alemanha              | Terra Batida | Cornelia Lister       | Anastasia Zarycka Julia Wachaczyk             | 4–6, 6–3, [9–11]           |
| Vice-campeãs | 24.    | 23 de setembro de 2018  | Saint-Malo, França                  | Terra Batida | Alexandra Cadantu     | Cristina Bucsa Maria Fernanda Herazo Gonzalez | 6–4, 1–6, [8–10]           |
| Vice-campeãs | 25.    | 6 de outubro de 2018    | Óbidos, Portugal                    | Carpete      | Panna Udvardy         | Natalija Kostic Akiko Omae                    | 3–6, 6–4, [7–10]           |
| Vice-campeãs | 26.    | 12 de outubro de 2018   | Óbidos, Portugal                    | Carpete      | Cristina Bucsa        | Michaella Krajicek Ingrid Neel                | 2–6, 2–6                   |